# Oostelijke schreeuwuil
De oostelijke schreeuwuil (Megascops asio) is een vogel uit de familie van de uilen (Strigidae). De wetenschappelijke naam van de soort werd als Strix asio in 1758 gepubliceerd door Carl Linnaeus.

## Verspreiding en leefgebied
Deze soort komt voor van zuidoostelijk en zuidelijk Canada, door de hele oostelijke helft van de Verenigde Staten tot noordoostelijk Mexico. Er worden vijf ondersoorten onderscheiden:
- M. a. asio: van zuidoostelijk Canada en de noordoostelijke Verenigde Staten tot de centrale en oostelijk-centrale Verenigde Staten.
- M. a. maxwelliae: het zuidelijke deel van Centraal-Canada en de noordelijk-centrale Verenigde Staten.
- M. a. hasbroucki: zuidelijk-centrale Verenigde Staten.
- M. a. mccallii: van zuidelijk Texas (zuidelijk-centrale Verenigde Staten) tot noordoostelijk Mexico.
- M. a. floridanus: van Louisiana tot Florida (zuidoostelijke Verenigde Staten).

## Status
De grootte van de populatie is in 2019 geschat op 560.000 volwassen vogels. Op de Rode lijst van de IUCN heeft deze soort de status niet bedreigd.